# پچنگوتسه
پچنگوتسه (به صربی: Pečenjevce) یک منطقهٔ مسکونی در صربستان است که در لسکواس واقع شده‌است.